# Xã Cooperstown, Quận Griggs, Bắc Dakota
Xã Cooperstown (tiếng Anh: Cooperstown Township) là một xã thuộc quận Griggs, tiểu bang Bắc Dakota, Hoa Kỳ. Năm 2010, dân số của xã này là 56 người.